# 17e division de réserve (Empire allemand)
Pour les articles homonymes, voir 17e division d'infanterie.
La 17e division de réserve est une unité de l'armée allemande qui participe à la Première Guerre mondiale. Au déclenchement du conflit, elle forme avec la 18e division de réserve, elle est chargée de garder les côtes allemandes. À partir du mois d'octobre 1914 et jusqu'en juillet 1916, la division occupe des positions dans la Somme, puis en Artois à proximité de Lens.
En juillet 1915, la division est engagée dans la bataille de la Somme vers Bazentin, puis vers Combles en septembre. Elle est ensuite transférée dans les Flandres. Elle est ensuite engagée vers Arras, puis participe à de nombreuses actions locales dans le secteur de Cambrai. La division est à nouveau transférée dans les Flandres et participe aux derniers combats de la bataille de Passchendaele. En 1918, elle est engagée dans la bataille de la Lys. La division est ensuite transférée dans l'Oise et combat le long du Matz, elle participe ensuite aux différents combats défensifs allemands de l'été et de l'automne. Après la signature de l'armistice, la division est transférée en Allemagne et dissoute l'année suivante.

## Première Guerre mondiale

### Composition

#### Mobilisation en 1914 - 1916
- 81e brigade d'infanterie (de)

162e régiment d'infanterie (de)
163e régiment d'infanterie (de)
- 33e brigade d'infanterie de réserve

75e régiment d'infanterie de réserve
76e régiment d'infanterie de réserve
- 6e régiment de hussards de réserve (3 escadrons)
- 17e régiment d'artillerie de campagne de réserve (6 batteries, 8 batteries en 1915 et 10 batteries en 1916)
- 4e compagnie du 9e bataillon de pionniers

#### 1917
- 81e brigade d'infanterie

162e régiment d'infanterie « Lübeck » (3e régiment d'infanterie hanséatique)
163e régiment d'infanterie (régiment d'infanterie du Schleswig-Holstein)
76e régiment d'infanterie de réserve
- 6e régiment de hussards de réserve (1 escadron)
- 110e commandement divisionnaire d'artillerie

17e régiment d'artillerie de campagne de réserve (10 batteries)
- 317e bataillon de pionniers

#### 1918
- 81e brigade d'infanterie

162e régiment d'infanterie « Lübeck » (3e régiment d'infanterie hanséatique)
163e régiment d'infanterie (régiment d'infanterie du Schleswig-Holstein)
76e régiment d'infanterie de réserve
- 16e régiment de hussards de réserve (1 escadron)
- 110e commandement divisionnaire d'artillerie

17e régiment d'artillerie de campagne de réserve (10 batteries)
3e bataillon du 26e régiment d'artillerie à pied (7e et 9e batteries)
- 317e bataillon de pionniers

### Historique
Au déclenchement de la Première Guerre mondiale, la 17e division de réserve forme avec la 18e division de réserve le 9e corps de réserve.

#### 1914
- 2 - 23 août : la division est stationnée le long des côtes du Schleswig-Holstein en garnison[1].
- 23 - 25 août : transport par V.F. dans la région de Louvain.
- 25 août - 3 septembre : à partir du 30 septembre, occupation de Bruxelles.
- 4 - 9 septembre : mouvement vers Termonde, mais reste hors de portée de la place forte d'Anvers.
- 9 - 13 septembre : mouvement vers Valenciennes, puis transport par V.F. dans l'Oise dans la région de Chauny.
- 13 septembre - 7 octobre : combats sur la rive droite de l'Oise au sud de Noyon entre le 15 et le 20 septembre.
- 7 octobre - 15 novembre : mouvement de rocade, la division occupe un secteur dans la région de Roye et déplore des pertes importantes.
- 15 novembre - 20 décembre : changement de secteur, la division occupe un secteur entre l'Avre et Roye.

#### 1915
- 20 décembre 1914 - 6 février 1915 : la division occupe un secteur entre Ribécourt et Thiescourt. Entre le mois de janvier et le mois de mai 1915, le 75e régiment de réserve est détaché de la division et transféré en Alsace dans le secteur du Hartmannswillerkopf[1].
- 6 février - octobre : occupation d'un nouveau secteur au sud de l'Avre, entre Lassigny et Roye. Au cours du mois de septembre, plusieurs éléments sont envoyés en Artois au sein de la division Hartz pour renforcer la ligne de front.
- octobre 1915 - juillet 1916 : retrait du front, mouvement de rocade ; occupation d'un secteur près de Lens entre Liévin et Givenchy-en-Gohelle. Plusieurs actions locales durant le mois de février 1916.

#### 1916
- début juillet - 9 août : engagée par éléments dans la bataille de la Somme, le 163e régiment d'infanterie renforce la 185e division d'infanterie vers Contalmaison[1]. La 17e division de réserve est ensuite engagée entre Bazentin et Pozières, combats vers Bazentin.
- 9 - 30 août : retrait du front, repos et réorganisation dans la région de Valenciennes. Durant cette période, le 75e régiment de réserve est transféré à la 211e division d'infanterie[1].
- 30 août - 21 septembre : mouvement vers le front, occupation d'un secteur du front entre Loos-en-Gohelle et Hulluch.
- 21 septembre - 10 octobre : transfert sur la Somme, la division est à nouveau engagée dans la bataille de la Somme entre Le Transloy et Combles[n 1].
- 10 - 23 octobre : retrait du front, transport par V.F. en Belgique.
- 23 octobre 1916 - fin janvier 1917 : mouvement vers le front, la division occupe un secteur du front entre Het Sas et la voie de chemin de fer reliant Ypres et Roulers.

#### 1917
- février : retrait du front, la division est au repos dans la région de Bruges[1].
- mars : occupation du même secteur vers la voie de chemin de fer reliant Ypres et Roulers.
- 31 mars - 12 avril : la division est transférée au sud-est d'Arras. À partir du 9 avril, elle est engagée dans la bataille d'Arras avec de lourdes pertes[n 2].
- 12 - 27 avril : retrait du front, repos.
- 27 avril - 1er juin : mouvement vers le front, occupation d'un secteur vers Havrincourt au sud-ouest de Cambrai.
- 1er juin - 30 août : mouvement de rocade, occupation d'un secteur entre Guémappe et Monchy-le-Preux dans la région d'Arras, nombreuses et violentes actions locales durant le mois de juin. À la fin du mois de juillet, extension du front jusqu'au sud de la Scarpe.
- 30 août - début septembre : retrait du front, repos.
- début septembre - 15 novembre : mouvement vers le front, occupation d'un secteur du front au sud-est d'Arras vers Vis-en-Artois. La division subit plusieurs attaques aux gaz durant cette période avec des pertes sérieuses.
- 15 novembre 1917 - janvier 1918 : mouvement vers les Flandres, engagée dans la bataille de Passchendaele dans le secteur de Bécelaere à partir du 18 novembre[1]. Violentes actions locales, fortes pertes lors d'une attaque britannique le 3 décembre.

#### 1918
- janvier - 9 avril : occupation d'un secteur dans les Flandres dans la région d'Ypres.
- 9 - 22 avril : mouvement de rocade, occupation d'un secteur dans la région de Messines, la division est engagée dans la bataille de la Lys avec pour ordre de prendre Messines et de pousser aussi loin que possible, la progression est réalisée avec de fortes pertes.
- 22 avril - 4 juin : retrait du front, relevée par les 13e et 19e division de réserve[3] ; repos et instruction dans la région de Maldegem.
- 4 - 16 juin : transport par V.F. par Eeklo, Mons, Marle pour atteindre Tergnier, mouvement de nuit vers Boulogne-la-Grasse le 10 juin. La division relève la 227e division d'infanterie (de) vers Méry-la-Bataille le 11 juin[3]. Engagée dans la bataille du Matz, la division subit de fortes pertes lors de la contre-attaque française.
- 16 juin - 8 août : organisation et occupation d'un secteur dans le long du Matz.
- 8 août - 9 septembre : attaque française, la division est contrainte au repli par Canny-sur-Matz, puis par Fresnières. Entre le 31 août et le 5 septembre, la division passe en seconde ligne. Elle est en première ligne dans le secteur de Esmery-Hallon et subit de fortes pertes.
- 9 septembre - 10 octobre : retrait du front, transport en Lorraine, repos.
- 10 octobre - 3 novembre : engagée dans la bataille de Cambrai, occupation d'un secteur du front vers Le Cateau-Cambrésis, combat autour du Cateau le 18 octobre, vers Bazuel le 21 octobre, Forest-en-Cambrésis le 23 octobre, Landrecies le 24 octobre et au Bois-l'Évêque le 27 octobre[3]. Au cours du mois d'octobre, la division est renforcée par les hommes du 265e régiment d'infanterie de réserve lors de la dissolution de la 108e division d'infanterie[3].
- 3 - 11 novembre : retrait du front, repos. Après la signature de l'armistice, la division est transférée en Allemagne et dissoute au cours de l'année 1919.

## Chefs de corps
| Grade                        | Nom                          | Date                               |
| ---------------------------- | ---------------------------- | ---------------------------------- |
| Generalleutnant              | Gustav Wagener               | 2 août - 21 septembre 1914         |
| Generalmajor                 | Richard von Kraewel          | 22 septembre - 22 novembre 1914    |
| Generalmajor                 | Max Schwarte (de)            | 23 novembre 1914 - 13 février 1915 |
| Generalmajor/Generalleutnant | Ernst von Hoeppner           | 14 février - 29 juin 1915          |
| Generalmajor                 | Ernst von Ziethen            | 30 juin 1915 - 12 avril 1916       |
| Generalleutnant              | Hugo von Freytag-Loringhoven | 13 avril - 19 décembre 1916        |
| Generalmajor                 | Ernst von Reuter             | 20 décembre 1916 - 14 avril 1917   |
| Generalmajor/Generalleutnant | Albert von Mutius            | 15 avril 1917 - 9 janvier 1919     |